# Гордієнко Лілія Андріївна
Лілія Андріївна Гордіє́нко (19 березня 1926, Черняхівка — 4 листопада 2011, Київ) — українська скульпторка; членкиня Спілки радянських художників України з 1954 року.

## Біографія
Народилася 19 березня 1926 року в селі Черняхівці (нині Бориспільський район Київської області, Україна). Протягом 1948—1954 років навчалася у Київському художньому інституті, була ученицею Макса Гельмана. Дипломна робота — скульптура «Лижниця».
Мешкала у Києві в будинку на вулиці Дашавській, № 27, квартира № 39. 
Була одружена зі скульптором В'ячеславом Клоковим.
Померла у Києві 4 листопада 2011 року.

## Творчість
Працювала у галузях станкової і монументально-декоративної скульптури. Серед робіт:
- «Улітку» (1957, мармур);
- «Бузок» (1957, дерево);
- «Таня» (1957, дерево);
- «Взимку» (1960, мармур);
- «Спортсменка» (1960, дерево);
- «В. Нікітін, бригадир слюсарів-монтажників»  (1961, гіпс);
- «Чемпіонка світу Лариса Латиніна» (1963, дерево);

барельєфи
- «Виноградарство», «Садівництво», «Овочівництво» для павільйону Виставки передового досвіду в народному господарстві УРСР (1955; у співавторстві з В'ячеславом Клоковим, Олександрою Плесовською)[1];
- «Дружба» (1958, гіпс тонований),
- «За мир» (1960, гіпс тонований);
- «Школа» (за повістю «Школа» Аркадія Гайдара) у вестибюлі Бібліотеки-музею Аркадія Гайдара у Каневі (1966—1967, кована мідь);
- «Ліс» (1967, дерево тоноване).

Брала участь у республіканських виставках з 1957 року, всесоюзних — з 1958 року.

## У мистецтві
У 1959 році її гіпсовий портрет виконала скульпторка Галина Вороніна.